# Vincent Zeidler
Vincent Zeidler (* 9. Oktober 2008) ist ein österreichischer Fußballspieler.

## Karriere
Zeidler begann seine Karriere beim Landstraßer AC. Im Februar 2021 wechselte er in die Jugend des First Vienna FC. Im Juni 2024 debütierte er für die Amateure der Vienna in der fünftklassigen 2. Landesliga. Dies war sein einziger Einsatz in der Saison 2023/24 für Vienna II, mit dem Team stieg er in die Wiener Stadtliga auf. Zur Saison 2024/25 wurde er dann fester Bestandteil der Reserve.
Im Mai 2025 debütierte Zeidler bei seinem Kaderdebüt für die Profis der Wiener in der 2. Liga, als er am 27. Spieltag der Saison 2024/25 gegen die Kapfenberger SV in der 83. Minute für Bernhard Luxbacher eingewechselt wurde.